# 皮卡迪利線
皮卡迪利線是倫敦地鐵一條路線，來往倫敦東北部的卡克福斯特和西部的艾頓鎮，並在該處設有前往希斯路機場及倫敦西北鄂克斯橋（有時列車會以雷拿士里為終點站）的兩條支線。
皮卡迪利線在路線圖上以深藍色表示，是網絡中第四繁忙的路線，在2011/12年度約有2.1億人次乘搭。該線大部分位於地底，而在路線西部則大多處於地面。該線以位於海德公園角和皮卡迪利圓環之間的皮卡迪利街命名。該線某些車站與區域線（南肯辛頓和伊靈公園之間）及大都會線（雷拿士里和鄂克斯橋之間）共用。該線在倫敦地鐵中僅次於中央線長，擁有僅次於區域線多的車站。
皮卡迪利線途經許多倫敦著名景點，如大英博物館（霍本）、南肯辛頓站附近的博物館、哈洛德百貨公司（騎士橋）、海德公園和白金漢宫（鄰近綠園站）、萊斯特廣場（擁有自身車站）和柯芬園（擁有自身車站）。

## 歷史

### 早期
皮卡迪利線於1906年12月5日開業，當時從芬斯伯里公園來往漢默史密斯。
在1907年11月30日，霍本至河岸支線投入服務。在1905及1965年曾有計劃延伸此支線至倫敦南岸的滑鐵盧，但都未能成事。儘管這條支線為雙管道設計，但自1918年起至支線關閉時，它都維持單管道運作。

### 發展
在1928年12月10日，重建後的皮卡迪利圓環站投入服務。

#### 東延至卡克福斯特
此段全長12公里，造價400萬鎊，並分以下階段投入服務：
- 1932年9月19日：至亞諾斯高夫站
- 1933年3月13日：至橡木林站
- 1933年7月19日：至卡克福斯特站

#### 西延
此段於1930年開始興建，並分以下階段投入服務：
- 往鄂克斯橋（大都會區域鐵路從1910年起服務此路段，此後由皮卡迪利線取代）：
  - 1932年7月4日：由漢默史密斯延伸至南哈羅
  - 1933年10月23日：至鄂克斯橋
- 往豪斯羅：
  - 1933年1月9日：至諾非特
  - 1933年3月13日：至豪斯羅西

#### 維多利亞線
在規劃維多利亞線時，曾計劃將曼諾樓站改為該線車站，並另建新隧道連接芬斯貝利公園站及登碧巷站，以節省來回中倫敦的時間。此建議最終因重建對乘客造成之不便和建造新隧道的成本問題而遭否決。最後，皮卡迪利線在芬斯貝利公園站的西行月台被移至前北城市線的月台，令路線能跟維多利亞線進行跨月台轉乘。此工程於1965年，即維多利亞線啟用三年前完工。

#### 西延至希斯路
在1975年，豪斯羅西站被改建成地底車站，並興建了新的隧道前往赫頓十字。兩年後，服務更延伸至希斯路中央。在1984年，於前往機場南部的4號客運大樓環狀線投入服務時，希斯路中央站改稱希斯路1,2及3號客運大樓站。當希斯路機場1號客運大樓在2015年6月拆卸後，車站再改稱希斯路2及3號客運大樓。

## 特色

### 列車
現役列車于1975年投入服務。伦敦运输局计划于2025年起引入新型列车，并计划逐渐老旧的先有列车。
另外，此線曾經是香港地鐵（現稱港鐵）車長受訓的路線。

### 信號系統
現時路線被位於伯爵宮的控制中心控制。該控制中心同時也負責控制區域線車務。

### 服務形式
当前运营计划中包含共计79组列车，以维持每小时24班车(24tph)的尖峰时段服务。典型的平峰时段服务形式如下（截至2020年7月6日）：
- 6 tph 卡克福斯特斯 – 希思罗机场第四与第二、第三航站楼
- 6 tph 卡克福斯特斯 – 希思罗机场第五与第二、第三航站楼
- 3 tph 卡克福斯特斯 – 雷纳斯巷
- 3 tph 卡克福斯特斯 – 鄂克斯橋
- 3 tph 亚诺斯高夫   – 北菲尔德斯

清晨和深夜时列车也在特南绿地站停车。从2016年12月16日起6tph的夜间地铁服务在卡克福斯特斯和希思罗机场2,3和5号航站楼间运行。夜间地铁服务不运行4号航站楼灯泡线及鄂克斯橋支线。在服务受扰乱时，皮卡迪利線列车可能经由区域线路轨运行，并在阿克顿镇和哈默史密斯间各站停车。

## 車站列表
| 所屬 收費區  | 無障礙設施 | 中文站名           | 英文站名 | 轉乘路線                                                             | 所在地              |
| 主線         | 主線       | 主線               | 主線     | 主線                                                                 | 主線                |
| ------------ | ---------- | ------------------ | -------- | -------------------------------------------------------------------- | ------------------- |
| 5            | ✓          | 卡克福斯特斯       |          |                                                                      | 恩菲爾德區          |
| 5            | ✓          | 橡木林             |          |                                                                      | 恩菲爾德區          |
| 4            |            | 南門               |          |                                                                      | 恩菲爾德區          |
| 4            |            | 亞諾斯高夫         |          |                                                                      | 恩菲爾德區          |
| 3及4         |            | 磅林               |          | （站外轉乘：寶園站 ）                                                | 哈林蓋區            |
| 3            |            | 伍德格林           |          |                                                                      | 哈林蓋區            |
| 3            |            | 登碧巷             |          |                                                                      | 哈林蓋區            |
| 2及3         |            | 曼諾樓             |          |                                                                      | 哈林蓋區/哈克尼區   |
| 2            | ✓          | 芬斯伯里公園       |          | 維多利亞線、                                                         | 伊斯靈頓區          |
| 2            |            | 阿仙奴             |          |                                                                      | 伊斯靈頓區          |
| 2            |            | 霍洛威路           |          |                                                                      | 伊斯靈頓區          |
| 2            | ✓          | 卡利多尼安路       |          |                                                                      | 伊斯靈頓區          |
| 1            | ✓          | 國王十字聖潘克拉斯 |          | 環線、 漢默史密斯及城市線、 大都會線、 北線、 維多利亞線、、高速鐵路 | 卡姆登區            |
| 1            |            | 羅素廣場           |          |                                                                      | 卡姆登區            |
| 1            |            | 霍本               |          | 中央線                                                               | 卡姆登區            |
| 1            |            | 柯芬園             |          |                                                                      | 西敏市              |
| 1            |            | 萊斯特廣場         |          | 北線                                                                 | 西敏市              |
| 1            |            | 皮卡迪利圓環       |          | 貝克盧線                                                             | 西敏市              |
| 1            | ✓          | 綠園               |          | 銀禧線、 維多利亞線                                                  | 西敏市              |
| 1            |            | 海德公園角         |          |                                                                      | 西敏市              |
| 1            | ✓          | 騎士橋             |          |                                                                      | 肯辛頓-切爾西區     |
| 1            |            | 南肯辛頓           |          | 環線、 區域線                                                        | 肯辛頓-切爾西區     |
| 1            |            | 格洛斯特路         |          | 環線、 區域線                                                        | 肯辛頓-切爾西區     |
| 1及2         | ✓          | 伯爵宮             |          | 區域線                                                               | 肯辛頓-切爾西區     |
| 2            |            | 男爵宮             |          | 區域線                                                               | 漢默史密斯-富勒姆區 |
| 2            | ✓          | 漢墨斯密站         |          | 區域線 （站外轉乘：漢墨斯密站 環線、漢墨斯密及都市線）               | 漢默史密斯-富勒姆區 |
| 2            |            | 特南綠地           |          | 區域線                                                               | 豪恩斯洛區          |
| 3            | ✓          | 阿克頓鎮           |          | 區域線                                                               | 伊靈區              |
| 豪恩斯洛支線 |            |                    |          |                                                                      |                     |
| 3            |            | 南伊靈             |          |                                                                      | 伊靈區              |
| 3            |            | 北菲爾德斯         |          |                                                                      | 伊靈區              |
| 4            |            | 波士頓莊園         |          |                                                                      | 豪恩斯洛區          |
| 4            | ✓          | 奧斯特利           |          |                                                                      | 豪恩斯洛區          |
| 4            | ✓          | 豪恩斯洛東         |          |                                                                      | 豪恩斯洛區          |
| 4            |            | 豪恩斯洛中央       |          |                                                                      | 豪恩斯洛區          |
| 5            | ✓          | 豪恩斯洛西         |          |                                                                      | 豪恩斯洛區          |
| 5            |            | 赫頓十字           |          |                                                                      | 希靈登區            |
| 6            | ✓          |                    |          | 伊利沙伯線                                                           | 希靈登區            |
| 6            | ✓          |                    |          | 伊利沙伯線、希思羅機場快線                                           | 希靈登區            |
| 6            | ✓          |                    |          | 伊利沙伯線、希思羅機場快線                                           | 希靈登區            |
| 鄂克斯橋支線 |            |                    |          |                                                                      |                     |
| 3            |            | 伊靈公園           |          | 區域線                                                               | 伊靈區              |
| 3            |            | 北伊靈             |          |                                                                      | 伊靈區              |
| 3            |            | 皇家公園           |          | （站外轉乘：漢格巷 中央線）                                          | 伊靈區              |
| 4            |            | 阿伯頓             |          |                                                                      | 布倫特區            |
| 4            | ✓          | 薩德伯里鎮         |          |                                                                      | 布倫特區            |
| 4            | ✓          | 薩德伯里山         |          | （站外轉乘：薩德伯里山哈羅站 ）                                      | 哈羅區              |
| 5            |            | 南哈羅             |          |                                                                      | 哈羅區              |
| 5            |            | 雷納斯巷           |          | 大都會線                                                             | 哈羅區              |
| 5            |            | 伊斯科特           |          | 大都會線                                                             | 希靈登區            |
| 6            |            | 萊斯里普莊園       |          | 大都會線                                                             | 希靈登區            |
| 6            |            | 萊斯里普           |          | 大都會線                                                             | 希靈登區            |
| 6            | ✓          | 伊肯納姆           |          | 大都會線                                                             | 希靈登區            |
| 6            | ✓          | 希靈登             |          | 大都會線                                                             | 希靈登區            |
| 6            | ✓          | 鄂克斯橋           |          | 大都會線                                                             | 希靈登區            |

### 取消車站

奧德維奇支線的軌道配置圖（未按實際比例繪製）

奧德維奇支線的軌道配置圖（未按實際比例繪製）

奥德维奇支线的轨道配置图（未按实际比例绘制）

- 奧德維奇 1907年11月30日以河岸站名稱啟用；1994年9月30日關閉。
- 布朗普頓路（英语：Brompton Road tube station） 1906年12月15日啟用；1934年7月30日關閉。
- Down Street tube station（英语：Down Street） 1906年12月15日啟用；1932年5月21日關閉。
- Osterley & Spring Grove tube station（英语：Osterley & Spring Grove） 1933年3月13日啟用；1934年3月24日關閉。
- Park Royal & Twyford Abbey tube station（英语：Park Royal & Twyford Abbey） 1933年3月13日啟用；1931年7月5日關閉。
- 約道（英语：York Road tube station） 1906年12月15日啟用；1932年9月19日關閉。

## 未來升級
按照計劃，皮卡迪利線將在2019年升級信號系統，而新列車將在2025年投入服務。

## 備注
1. ↑  “Piccadilly”發音為 /ˌpɪkəˈdɪli/